# Emil Studer
Emil Studer   (11 de maig de 1914) va ser un gimnasta artístic suís que va competir durant la dècada de 1940.
El 1948 va prendre part en els Jocs Olímpics de Londres, on disputà vuit proves del programa de gimnàstica. Guanyà la medalla de plata en la prova del concurs complet per equips, mentre en les proves individuals destaca una quarta posició en la barra fixa, una cinquena en les anelles i una sisena en el concurs complet individual.